# Nysa Nowy Świat
Nysa Nowy Świat – zlikwidowana stacja kolejowa w Nysie, w województwie opolskim, w Polsce.
| Nysa Nowy Świat                                        |  |                                    |
| Linia nr 256 (D29-1971) Nysa – Ścinawa Mała (2,500 km) |  |                                    |
| Nysa Dworzec Małyodległość: 1,500 km                   |  | Hajduki Nyskie odległość: 3,200 km |